# Strängnäs-Malmby flygbas
Strängnäs-Malmby flygbas är en före detta militär flygbas vid Malmby, cirka 7 km sydöst om Strängnäs. Den stängdes för flygtrafik 2005.

## Historik
Flygbasen påbörjade anläggas 1963, detta i samband med att Bas 60 infördes. Basen som bestod av ett flygfält och ett antal omkringliggande anläggningar,  togs i bruk 1964 och blev en av Södertörns flygflottiljs krigsflygbaser, där 181. jaktflygdivisionen (Rudolf Röd) skulle baseras vid förhöjd beredskap. 
Banbelysningen till rullbanan bestod av seriekopplade eldrivna lampor, och saknade inflygningsljus. Vid mörkerflygning användes som hjälp under en tid belysning från en närliggande bensinstation, cirka tre kilometer söder om flygbasen. Till basen tillhörde Heby flygbas, som var en reservvägbas på länsväg 254 mellan Fnysinge och Sör Hårsbäck vid länsgränsen mellan Västmanlands och Uppsala län. Efter att F 18 avvecklades 1974, överfördes basen till Bråvalla flygflottilj (F 13). Och när F 13 avvecklades 1994 överfördes basen till Skaraborgs flygflottilj (F 7).
År 1999 utgick basen ur krigsorganisationen och övergick till kommunal ägo av Strängnäs kommun. Sedan 2005 arrenderas flygfältet av ett privat bolag som hyr ut det till testkörningar, utryckningsförarutbildningar och till bil- och MC-klubbträffar.